# Musiqq
Musiqq is een Letse band bestaande uit Marats Ogļezņevs en Emīls Balceris. Samen vertegenwoordigden ze Letland op het Eurovisiesongfestival 2011 in de Duitse stad Düsseldorf met het nummer Angel in disguise. Deze eer hadden ze te danken aan hun overwinning in Eirodziesma 2011, de jaarlijkse Letse voorronde voor het Eurovisiesongfestival. De groep wist zich echter niet te plaatsen voor de finale; met 25 punten eindigde het op twee na laatste in de tweede halve finale.
2000: Brainstorm · 
2001: Arnis Mednis · 
2002: Marie N · 
2003: F.L.Y. · 
2004: Fomins & Kleins · 
2005: Valters & Kaža · 
2006: Cosmos · 
2007: Bonaparti.lv · 
2008: Pirates of the Sea · 
2009: Intars Busulis · 
2010: Aisha · 
2011: Musiqq · 
2012: Anmary · 
2013: PeR · 
2014: Aarzemnieki · 
2015: Aminata Savadogo · 
2016: Justs · 
2017: Triana Park · 
2018: Laura Rizzotto · 
2019: Carousel · 
2021: Samanta Tīna · 
2022: Citi Zēni · 
2023: Sudden Lights · 
2024: Dons · 
2025: Tautumeitas